# Bešinci
Bešinci es una localidad de Croacia situada en el municipio de Kaptol, en el condado de Požega-Eslavonia. Según el censo de 2021, tiene una población de 50 habitantes.

## Demografía
| Gráfica de población de Bešinci 1857-2021                          |
|                                                                    |
| Según los censos de población de la Oficina de estadísticas Croata |